# Université de Syracuse
L’université de Syracuse (en anglais, Syracuse University) est une université privée non-confessionnelle située à Syracuse, dans l'État de New York. Elle compte aujourd'hui environ 20 000 étudiants et constitue le principal bassin d'emploi de la ville.

## Histoire

### Fondation
Le séminaire Wesleyen de Genesee a été fondé en 1831 à l'occasion de la Conférence annuelle Genesee  de l'Église méthodiste unie de Lima (New York), au sud de Rochester. En 1850, le consistoire décida de faire de ce séminaire un lycée, ou du moins de la rattacher à un lycée pour former Genesee College ; mais il était trop excentré et le bouleversement des voies de communication empirait encore la situation : la ligne de chemin de fer, qui déjà était en train de détrôner économiquement le canal Érié, court-circuitait entièrement Lima. Les gérants de l'institution optèrent donc pour un transfert des activités.

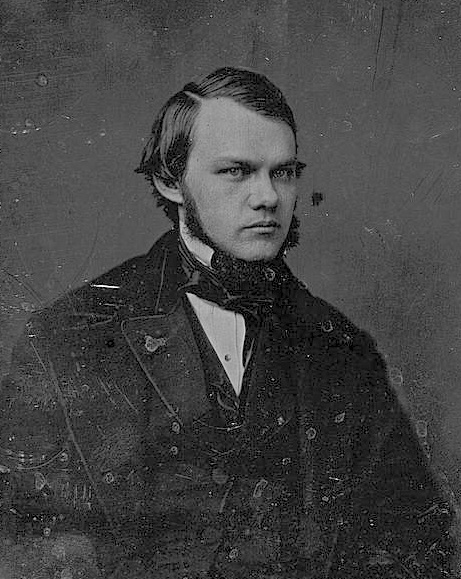
Henry Jarvis Raymond, ici en licencié de l’université, fondera plus tard le New York Times.

Au moment même où le lycée méthodiste se cherchait un nouveau point de chute, Syracuse, à 150 km à l'est, cherchait précisément à se doter d'une université, après l'échec de pourparlers avec Ezra Cornell et Andrew Dickson White pour y implanter l'Université Cornell plutôt qu'à Ithaca,. White, en tant que citoyen de Syracuse, militait il est vrai pour que la nouvelle université occupe le sommet de la colline dominant la ville (ce qui est son emplacement actuel) car la qualité des dessertes de la ville avec le reste du pays faciliterait le recrutement de professeurs et attirerait les étudiants et investisseurs ; mais Cornell, qui avait débuté comme charpentier à Syracuse, et s'y était fait refuser son salaire par deux fois,, considérait Syracuse comme une moderne Sodome et Gomorrhe : il exigea que l'université soit implantée plutôt sur ses terres d'East Hill à Ithaca, avec panorama sur le lac Cayuga.

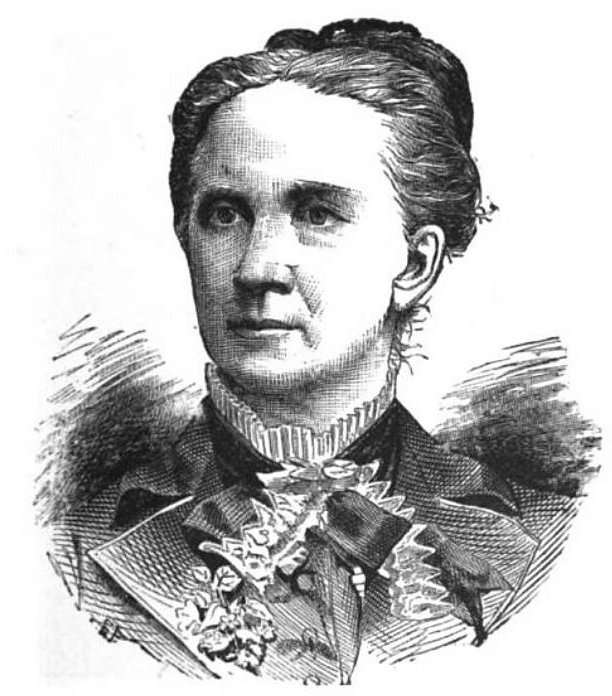
Belva Lockwood fut la deuxième femme (après Victoria Woodhull) à concourir pour la présidence des États-Unis.

Le pasteur Daniel Steele, ex-recteur de Genesee College, exerça le premier les fonctions d'administrateur de Syracuse jusqu'à la nomination d'un Chancellor. L'université ouvrit ses portes au mois de septembre 1871 dans des locaux loués en ville. George F. Comstock, membre du conseil d'administration de la nouvelle université, avait fait une donation de 0,4 ha de champs sur un coteau du sud-est de la ville. Comstock imaginait que l'Université de Syracuse finirait par recouvrir la colline ; un témoignage de l'époque décrit la colline comme « une belle ville (...) émergeant des flancs de la colline et une communauté d'esprits raffinés et cultivés... vivant près de l'endroit qui sera bientôt le centre d'une institution éducative grande et bienfaisante. »

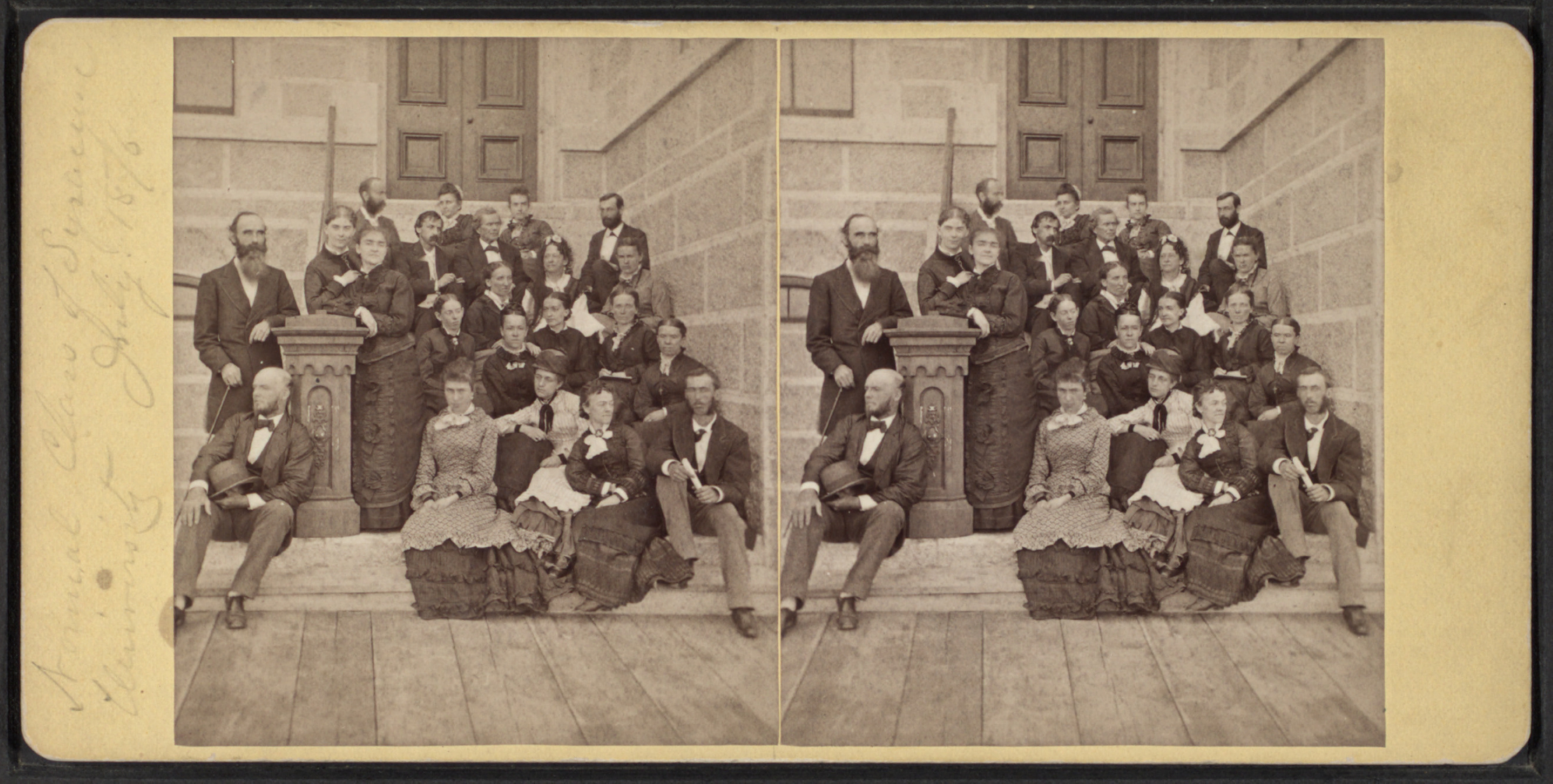
La première promotion de l'université de Syracuse.

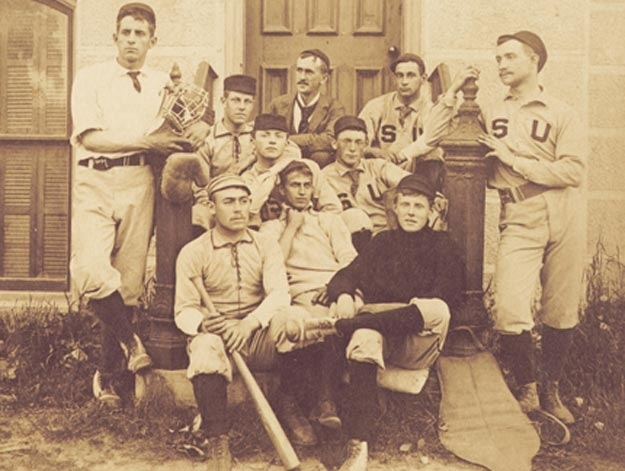
Stephen Crane (au premier rang à gauche) et ses coéquipiers de baseball sur les marches du Pavillon des Langues (1891, photo comm. par SU Special Collections Research Center).

D’emblée, les statuts de l’université en faisaient un établissement mixte, et le discours inaugural du Pdt. Peck est très clair sur ce point : « Les conditions d’admission seront les mêmes pour tous... il n’y aura ici aucune discrimination jalouse envers les femmes.... puissent les cerveaux et les cœurs avoir des chances égales... » Syracuse appliqua même cette politique avec une proportion élevée de femmes parmi les étudiants : au sein du College of Liberal Arts, il y eut jusqu’à la fin du XIXe siècle à peu près autant d’hommes que de femmes ; la Faculté des Beaux Arts était essentiellement féminine, les femmes n’étant minoritaires que dans la Faculté de Médecine et la Faculté de Droit. Les cours étaient mixtes, de même que plusieurs activités péri-universitaires. Syracuse encouragea également la création d’organisations et de clubs exclusivement féminins.
La mixité de l’enseignement à Syracuse remonte aux premiers jours du Genesee College, dont les institutrices et enseignantes comme Frances Willard et Belva Lockwood étaient influencées par le mouvement féministe de la ville voisine de Seneca Falls.

### Expansion
Les politiques progressistes de Genesee déchaînèrent la controverse lorsque le lycée s’institua en université, car dans les années 1870, il était encore rarissime que des femmes soient admises à suivre des cours d’enseignement supérieur : l’opinion générale des professeurs était qu’elles étaient moins aptes à suivre les cours d’humanités classiques ou de mathématiques ; mais Erastus Otis Haven, chancelier de l’université de Syracuse et ancien président de l'université du Michigan et de l'université Northwestern, se déclara en faveur de l’accès des femmes à l’enseignement supérieur : il inscrivit sa propre fille Frances à l'université de Syracuse et celle-ci fonda la première confrérie d'étudiantes : Gamma Phi Beta.
À la fin des années 1880, l’université connut une croissance rapide avec l'aménagement de l'observatoire Holden (1887), la bibliothèque von Ranke (1889, qui est aujourd'hui le pavillon Tolley), et Crouse College (1889), tous deux de style néo-roman. Avec le Pavillon des Langues, ces premiers édifices composent le cœur d’Old Row, complexe bâti qui, avec ses pelouses, reste aujourd'hui le symbole de Syracuse. L'alignement des édifices le long de la crête de la colline s'inscrit dans la tradition des campus américains de type « Yale », fondés dans les années 1790, à ceci près qu'à Syracuse, Old Row a déterminé jusque tard dans le XXe siècle l'axe d'aménagement de l'université.
L'établissement proposa d'abord des cursus de physique et de langues vivantes ; puis, à partir de 1873, Syracuse ouvrit l'une des premières écoles d'architecture des États-Unis. L'année suivante, elle créait la première licence ès beaux-arts, et en 1876 inaugurait le second cycle du College of Arts and Sciences. L’inauguration du troisième cycle (études doctorales) se place en 1911, et l'école de journalisme, S. I. Newhouse School of Public Communications, ouvre ses portes en 1934.
La croissance de l'Université de Syracuse doit beaucoup au Chancelier James Day et au président du conseil d'administration, John Archbold. Ce dernier était un capitaliste philanthrope, bras droit de John D. Rockefeller, à qui il succéda à la tête de la Standard Oil. Au cours de sa carrière, il fit des donations à concurrence de 6 millions de dollars à l'université.

### Depuis 1945
Au cours des quatre années suivant la Seconde Guerre mondiale, l'université de Syracuse recruta de nombreux soldats démobilisés grâce à l’institution du G.I. Bill, qui offrait aux anciens combattants l'inscription, le logement et une bourse : pour l'année 1946, on compte 9 464 étudiants de première année, soit un quadruplement du recrutement. Il fallut ouvrir des campus annexes à Endicott et Utica (New York).
Du début des années 1950 aux années 1960, l'université de Syracuse évolue vers un centre de recherche. En 1954, Arthur Phillips est débauché du MIT pour ouvrir le premier laboratoire de biologie sur les agents pathogènes par expérimentation animale. L’École de Sociologie, qui finira par fusionner avec le Collège d’Écologie humaine, est fondée en 1956. L'école d'ingénieurs de Syracuse a été la deuxième école d'informatique des États-Unis et l'une des premières à enseigner le génie biologique. En 1962, Samuel Irving Newhouse, Sr. fait une donation de 15 millions de dollars pour construire l'École de Journalisme. En 1966,  l'université de Syracuse est admise comme membre de l'Association of American Universities, organisation regroupant les universités américaines associant étroitement la recherche et l'enseignement supérieur.

## Sport
Son club omnisports universitaire est l'Orange de Syracuse.

## Personnalités liées à l'université

### Professeurs
- Paul Halmos, mathématicien spécialiste de la théorie ergodique
- C. S. Giscombe, poète, romancier, essayiste, universitaire
- Rosaria Butterfield, écrivaine
- Flora Ruchat-Roncati, architecte
- Mosab Abu Toha, poète, essayiste, universitaire

### Étudiants
Artistes
- Shirley Jackson, romancière spécialisée dans les genres du fantastique et de l'horreur.
- Peter Falk, l'acteur incarnant le lieutenant Columbo, y a obtenu une maîtrise en sciences politiques et administration publique[15].
- Clairo, chanteuse, auteure-compositrice.
- Renée Cox, artiste, photographe et militante
- Barbara Kruger, artiste visuelle
- Joyce Carol Oates, poétesse et romancière
- Bill Viola, artiste vidéaste.
- Vanessa Lynn Williams, actrice, chanteuse, mannequin, première Miss America Afro-américaine en 1984.
- Lou Reed, musicien américain.
- Andrew (Drew) Taggart, DJ Américain du duo The Chainsmokers

Sportifs
- Carmelo Anthony, basketteur.
- Ernie Davis, joueur de football américain et le premier afro-américain à remporter le trophée Heisman.
- Marty Glickman, athlète puis commentateur sportif.
- Quinn Ojinnaka, ancien joueur de football américain et catcheur au sein de la Ring of Honor.
- Rony Seikaly, ancien basketteur.
- Kathrine Switzer, première femme inscrite ayant couru le marathon de Boston.
- Katie Zaferes, triathlète.
- Nathan Opoku, footballeur évoluant au poste de milieu de terrain au Oud-Heverlee Louvain, en prêt de Leicester City[16].

Autres
- Al-Walid ben Talal ben Abdelaziz Al Saoud, homme d'affaires et milliardaire Saoudien.
- Joe Biden, président américain.
- Moses Finley, historien de l'Antiquité.
- Dorji Choden, ministre des Travaux publics et des établissements humains du Bhoutan.
- Stanley Edgar Hyman, essayiste et critique américain, époux de Shirley Jackson.